# Die Schöne des Herrn

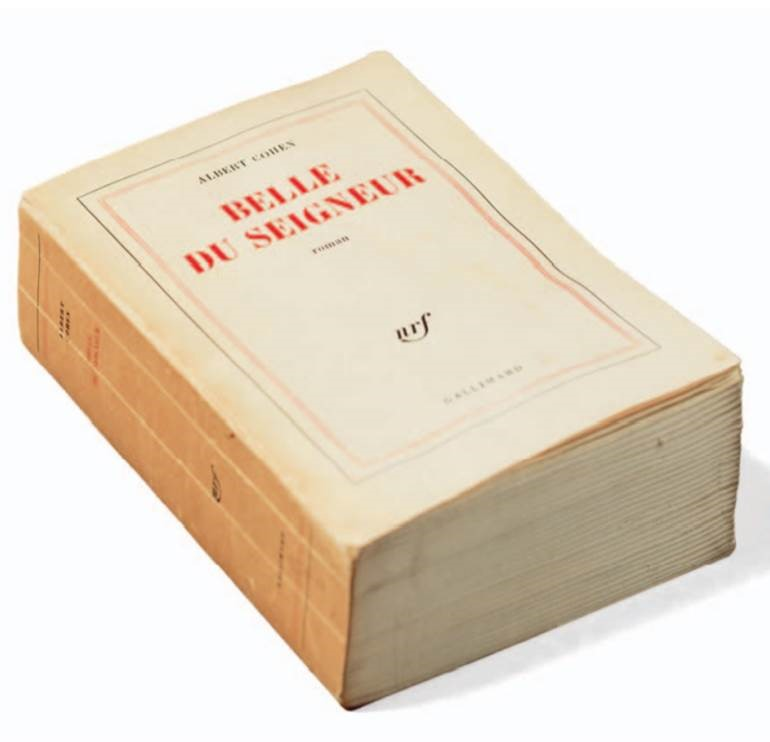
Erstausgabe von Albert Cohens «Belle du Seigneur» (Gallimard 1968), in der Sammlung des Jüdischen Museums der Schweiz (Basel)

Die Schöne des Herrn (Original: Belle du Seigneur) ist ein Roman des Schweizer Schriftstellers Albert Cohen, der 1968 als dritter Band einer Romantetralogie bei Gallimard in Paris erschien und im selben Jahr den Grand Prix du Roman der Académie française erhielt. 

## Inhalt
Der Roman dreht sich um die beiden Hauptfiguren Solal des Solal, einen sephardischen Untersekretär beim Völkerbund in Genf, und Ariane d'Auble, die Tochter einer protestantischen Genfer Patrizierfamilie. Der Held des Romans wird hierbei auf der griechischen Insel Korfu geboren, lässt sich später in Frankreich nieder, bevor er ab den 1920er Jahren in Genf für den neu gegründeten Völkerbund arbeitet, während Ariane d'Auble aus dem calvinistischen Patriziermilieu Genfs stammt und ein einsames Leben als Hausfrau eines belgischen Arbeitskollegen Solal des Solals in einer vornehmen Villa in Cologny bei Genf führt.
Die Hauptmotive des Romans sind die aussereheliche Liebesaffäre zwischen den beiden Hauptcharakteren sowie ausführliche Milieustudien zum Genf der 1930er Jahre, dem Aufkommen totalitärer Regime in Europa und dem jüdischen Leben auf dem Kontinent vor dem Holocaust.